# Étienne de Larminat
Étienne de Larminat (vollständiger Name Marie Charles Étienne de Larminat; * 12. August 1863 in Beaurieux (Aisne); † 16. Januar 1951) war ein französischer Offizier und Topograph.
1883 bis 1885 besuchte er die Militärschule Saint-Cyr. Er wurde als Militärgeograph bei der Infanterie eingesetzt. 1889 bis 1898 diente er in Algerien und Tunesien. Seit 1899 unterrichtete er als Militärtopograph in Saint-Cyr. 1906 wurde er beurlaubt, 1909 nahm er seinen Abschied vom Militär und war seit 1911 als Direktor der Société générale d'études et de travaux topographiques tätig. Während des Ersten Weltkrieges wurde er 1914–18 wieder mobilisiert und diente erneut im topographischen Dienst der französischen Armee, zuletzt im Range eines Chef de bataillon. 1900 wurde er Ritter, 1918 Offizier der Ehrenlegion.

## Veröffentlichungen (Auswahl)
- Étude sur les formes du terrain dans le sud de la Tunisie (frontière de la Tripolitaine). In: Annales de Géographie  5, 22, 1896, S. 386–406 (Digitalisat).
- (unter dem Pseudonym L. Esteban): Croquis tunisiens, souvenirs d'un officier des affaires arabes. H. Charles-Lavauzelle, Paris, Limoges 1901.
- Préparation à l'amplification de la carte au 1/80000e exigée pour l'entrée à l'École de guerre. 1904.
- Topographie pratique de reconnaissance et d'exploration suivie de notions élémentaires pratiques de géodésie et d'astronomie de champagne. 1904. 3. Auflage 1912.